# Kem trà xanh
Kem trà xanh (tiếng Nhật: ア イ ス リ ーMatcha aisu Kurīmu) hoặc Matcha Đá lạnh (ア イ Matcha aisu) là một hương vị kem của Nhật Bản. Hương vị này cực kỳ phổ biến ở Nhật Bản và các khu vực khác của Đông Á. Kem trà xanh cũng được bán ở dạng monaka. Nó đã có sẵn ở Hoa Kỳ từ cuối những năm 1970, chủ yếu ở các nhà hàng, chợ hay siêu thị Nhật Bản, nhưng hiện đang được chuyển sang sử dụng rộng rãi.